# Peter Bugod
Peter (Pierre) Bugod (פיטר בוגוד), né à Bucarest en 1940, est un architecte israélien, d'origine roumaine, connu notamment pour sa restauration du  Cardo, l’ancienne voie romaine de Jérusalem, et du Quartier juif de la vieille ville de Jérusalem.

## Biographie
Peter Bugod a commencé ses études d’architecture à l’Institut Ion Mincu à Bucarest, avant d’émigrer vers la Belgique en 1962, où il a obtenu un diplôme en architecture et en urbanisme à l’ENSAV La Cambre à Bruxelles en 1966. Il travaille dans plusieurs ateliers à Paris et à Bruxelles et, en 1968, il fait partie des urbanistes qui projettent la nouvelle ville universitaire de Louvain-la-Neuve. Il émigre en 1970 en Israël et travaille jusqu’en 1975 dans l’atelier de David Best, puis dans celui de Shlomo Aronson. Il crée en 1975, en association avec son épouse l’architecte Eunice Figueiredo, un bureau d’étude, d’urbanisme et d’environnement à Jérusalem, où il est actif jusqu’en 2019,.

## Réalisations
- 1971-1983 – Le Cardo, axe central de la ville dans les périodes romaine, byzantine, musulmane et croisée, dans le quartier juif de la vieille ville de Jérusalem, réalisation d’un projet du concours national de 1971. Intégration d’habitat, de commerces et de présentation archéologique et muséale[3],[4],[5],[6],[7].
- 1975-1990 – Restauration au monastère de Latrun, dans les ruines de la forteresse croisée, pour la communauté Jesus Bruderschaft d'Allemagne[8].
- 1976-1997 – Restaurations de rues et espaces ouverts dans la vieille ville de Jérusalem : Via Dolorosa, place du Muristan, rue David, rue des Chrétiens, rue de la Chaîne, rue des Juifs, etc.[9].
- 1978 – Beith Shalom Park, avec Shlomo Aronson, Arthur Kutcher et David Sagi[10].
- 1978 – Fontaine Sabil El-Wad, Jerusalem[11].
- 1979-1984 – Porte de Damas, ensemble de piazzas en face et autour de la plus belle des portes de la muraille de la vieille ville de Jérusalem. Sous la porte un musée explique les fouilles archéologiques de la porte qui remontent à l’époque romaine[12],[13],[14].
- 1983-1986 – Monastère des Sœurs de Sion à Ein Kerem, Jerusalem, Aile des Sœurs Contemplatives, nouvelle aile du monastère avec chapelle, cellules, réfectoire, ateliers et cloitre[15].
- 1984-2006 – Sœurs bénédictines d’Abou Gosh, nouveau monastère dans le site historique de l’église croisée d’Abou Gosh, avec chapelles, cellules, ateliers, hôtellerie, cloîtres[16].
- 1987-1999 – Beit Shean–Scythopolis, restauration de monuments archéologiques de l’ancienne ville de la Decapolis : Thermes de l’Est, Stoa des thermes d’Ouest, Nympheum, etc. Restauration de la Saraya (bâtiment de l’Administration turque)[17].
- 1988-1993 – Nouvelle  Mairie de Jérusalem (Architecte en chef Jack Diamond, Canada) en collaboration avec Esther Niv-Krendel, Kolker-Kolker-Epstein et Meltzer-Igra. Campus de onze bâtiments : deux nouveaux bâtiments et neuf structures historiques restaurées[18],[19],[20].
- 1991-1994 – Restauration des anciens souks de Saint-Jean d’Acre (Acco).
- 1991-1995 – Restauration des souks de Nazareth, réhabilitation de l’ancien marché, création de nouveaux commerces et d’une porte donnant accès à la vieille ville[21],[22].
- 1995-1998 – Porte de Jaffa (Tel-Aviv), projet d’urbanisme pour le front de mer faisant la connexion entre le Musée Etzel et l’entrée du port (seule la promenade de front de mer a été exécutée)[23].

## Publications
- 1975 – Peter Bugod, avec Shlomo Aronson et M. Ben-Dov, The Jerusalem National Park: Southern Wall Archaeological gardens, The Jerusalem Foundation, Jerusalem.
- 1979 – Peter Bugod, avec Shlomo Aronson et Esther Niv-Krendel, « Cardo de Jérusalem », Calypso. Collections d’objets numériques. Photographie de Peter Jacobs, no 051008.
- 1986 – Peter Bugod, « Cardo Jerusalem », Kunst und Kirche, Präsidium des Evangelischen Kirchenbautages in Verbindung mit dem Institut für Kirchenbau und kirchliche Kunst der Gegenwart an der Philipps-Universität Marburg.
- 1997 – Peter Bugod, « Escitópolis -Beit Shean- capital de la decápolis helenística », Loggia, Arquitectura & Restauración 3, p. 74-81, Universitat Politècnica de València Hispana.
- 1998 – Peter Bugod, « Vom Eklektizismus zum Internationalen Stil die städtebauliche Entwicklung Tel-Avivs », ICOMOS–Hefte des Deutschen Nationalkomitees 24, p. 50-55.
- 2019 – Peter Bugod, Odissey of a street : the discovery of the Cardo in Jerusalem, Zikhron Ya'akov.
- 2024 – Peter Bugod, Eunice Figueiredo, Memory and Imagination. Everything is Connected : Public and Private buildings integrations of old and new 1975, Zikhron Ya'akov.
- 2024 – Peter Bugod, Eunice Figueiredo, When the stone becomes light: projects for religious buildings 1975 - 2024, Zikhron Ya'akov.

## Distinctions
- 1965 – Premier Prix de la compétition de l’Académie des Beaux-Arts à Bruxelles, « Définir la location du trône de Charles Quint sur la Place Royale à Bruxelles », avec Jean Dethier[24].
- 1971 – Premier prix au concours national d’architecture pour une partie du Quartier juif de la vieille ville de Jérusalem. Le projet déposé est nommé « Le Cardo ». Le Cardo n’est découvert par les archéologues que quatre années plus tard. Associés pour la compétition : Esther-Niv Krendel et Shlomo Aronson[25],[26].
- 1973 – Premier prix du concours de l’Ordre des Architectes, « Qualité de l’environnement habité » avec Eunice Figueiredo, Esther Niv-Krendel et Colin Frank.
- 1978 – Prix Abercrombie (Union Internationale des Architectes) pour la ville de Louvain-la-Neuve[27].
- 1990 – Canadian Architect Yearbook Award of Ecellence pour le square de la Municipalité à Jérusalem, équipe dirigée par Jack Diamond (Kokler Kolker Epstein, Meltzer Igra, Bugod Figueirido Krendel)[28].